# Nuclear Strike
Nuclear Strike è un videogioco sparatutto del 1997 sviluppato e pubblicato da Electronic Arts per PlayStation. Nel 1999 THQ ha realizzato una conversione del gioco per Nintendo 64 dal titolo Nuclear Strike 64.